# Ocellipsis alutaceus
Ocellipsis alutaceus är en tvåvingeart som beskrevs av Richards 1938. Ocellipsis alutaceus ingår i släktet Ocellipsis och familjen hoppflugor.
Artens utbredningsområde är Kenya. Inga underarter finns listade i Catalogue of Life.